# 토마토 페이스트
토마토 페이스트(영어: tomato paste)는 수분을 날려 만든 조미료이다.

## 지역별 토마토 페이스트

### 튀르키예
튀르키예에서는 토마토로 만든 "살차(salça)"가 도마테스 살차스(튀르키예어: domates salçası)라 불린다.

## 같이 보기
- 단고추 페이스트
- 케첩
- 토마토 소스
- 토마토 퓌레